# 雪覇国家公園

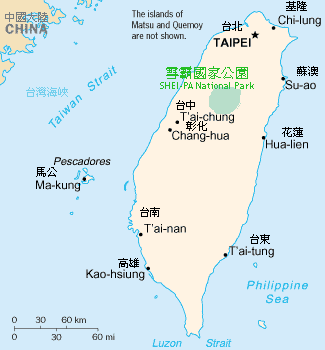
雪霸国家公園の位置

雪霸国家公園（せっぱ-こっかこうえん）は台湾の国家公園。

## 概要
1992年7月1日に5番目に指定された国家公園である。名称は雪山と大霸尖山の「雪」「霸」の文字を組み合わせて命名され、この両山は雪霸国家公園の主要範囲となっている。北限は楽山の辺古厳山稜線、南限は宇羅尾山と大甲渓を境界とし、総面積は76,850ヘクタール、新竹県、苗栗県、台中市にまたがっている。公園内にはアゲハチョウが群生し、絶滅が危惧されるタイワンマス（桜花鉤吻鮭、台湾鮭魚）なども生息している。
雪霸国家公園管理事務所は苗栗県大湖郷に設置され、現在武陵遊憩区、観霧遊憩区、雪見遊憩区(建設中)が設置されている。
武陵遊客センターは2004年11月に館内をリニューアルオープンし、シアタールーム七家湾渓生態展示館や情報センターなどが設けられている。展示内容は武陵地区の風景や登山道の紹介と七家湾渓流の地質、地形、生態系や史跡などが展示されている。また館内にはお土産品販売コーナーや休憩所も設置されている。

## 地形特色
七家湾渓、無名渓、武陵渓などの河川は谷を大きく侵食し大規模な河岸段丘を形成している。また七家湾渓の羅葉尾山側は切り立った崖となっている。